# Dąb macedoński
Dąb macedoński (Quercus trojana Webb) – gatunek rośliny z rodziny bukowatych (Fagaceae Dumort.). Występuje naturalnie w południowych Włoszech (Apulia i Basilicata), południowej części Półwyspu Bałkańskiego oraz zachodniej i południowej Turcji. 

## Morfologia

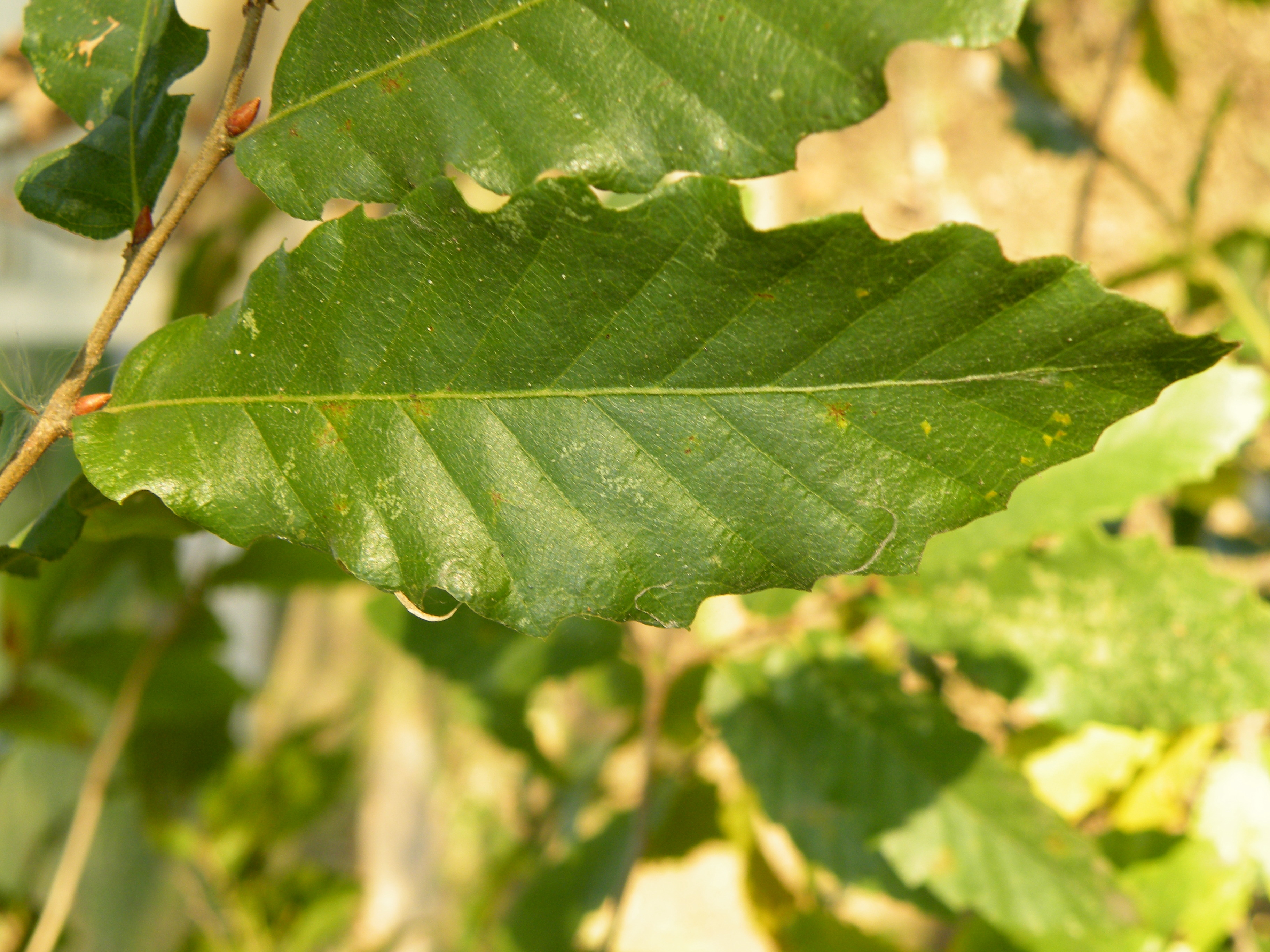
Liść

PokrójCzęściowo zimozielone małe drzewo.
LiścieBlaszka liściowa jest mała, nieco skórzasta i ma podługowaty kształt, jest regularnie falisto ząbkowana na brzegu.
OwoceOrzechy zwane żołędziami zazwyczaj dojrzewają w drugim roku. Endokarp jest nagi.
Gatunki podobneRoślina podobna jest do gatunku Q. libani, który jednak ma blaszkę liściową o gęściej ząbkowanym brzegu osadzoną na dłuższych ogonkach liściowych. Ponadto ma większe owoce.

## Biologia i ekologia
Występuje na wysokości do 600 m n.p.m. Kwitnie od maja do czerwca. 

## Zmienność
W obrębie tego gatunku oprócz podgatunku nominatywnego wyróżniono jeden podgatunek:
- Quercus trojana subsp. euboica (Papaioann.) K.I.Chr.

## Ochrona
Rośnie między innymi na terenie Parku Narodowego Alta Murgia.